# 永谷真衣
永谷 真衣（ながや まい、1996年12月14日 - ）は、宮城県出身の女子ソフトボール選手（投手）。東海理化チェリーブロッサムズ所属。

## 経歴
姉の影響で12歳でソフトボールを始めた。東北生活文化大学高等学校、東北福祉大学を卒業後、2019年に日本リーグ2部の東海理化に入団。
2022年のJDリーグ創設以降、2シーズンにわたりレギュラーシーズンにおけるチームの全勝利を挙げた。

## 選手としての特徴
球速がない分、キレを意識している。打たせて取るスタイルを基本としているが、追い込んでからは得意のライズボールや変化球で三振を狙いにいく。

## 人物・エピソード
2022年のJDリーグ創設以降、2シーズンにわたりレギュラーシーズンにおけるチームの全勝利を挙げた。2024年5月25日のJDリーグ第6節・豊田自動織機シャイニングベガ戦で、藤本捺希が初めて永谷以外の勝利投手となった。東海理化チェリーブロッサムズは2024年の開幕から12連敗を喫しており、この勝利がシーズン初勝利であった。この試合で永谷は7回無死一二塁の場面で先発の藤本を救援し、後続を佐藤友香の犠牲フライによる1失点に抑えた。
過去に1試合でホームランを6本打たれた経験がある。

## 詳細情報

### 背番号
- 17（2019 - ）